# Podział administracyjny Iraku
Irak dzieli się na 18 prowincji nazywanych muhafazami (w nawiasach podano stolice prowincji):
| 1. Bagdad (Bagdad) 2. Salah Ad-Din (Tikrit) 3. Dijala (Bakuba) 4. Wasit (Al-Kut) 5. Majsan (Al-Amara) 6. Basra (Basra) 7. Zi Kar (Nasirijja) 8. Al-Musanna (Samawa) 9. Al-Kadisijja (Diwanija) | 1. Babilon (Al-Hilla) 2. Karbala (Karbala) 3. An-Nadżaf (An-Nadżaf) 4. Al-Anbar (Ramadi) 5. Niniwa (Mosul) 6. Dahuk (Dahuk) 7. Irbil (Irbil) 8. Kirkuk (Kirkuk) 9. As-Sulajmanijja (As-Sulajmanijja) 10. Kuwejt (Kuwejt) – w latach 1990-91 |  |

z czego 3 północno-wschodnie prowincje As-Sulajmanijja, Dahuk i Irbil tworzą autonomiczny Region Kurdystanu.